# 2007年羅傑·費德勒網球賽季

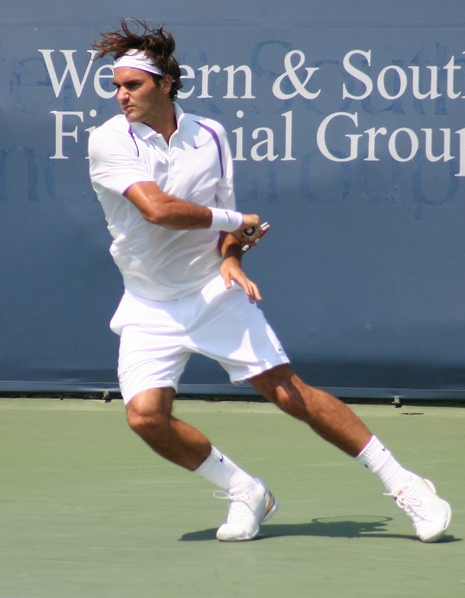
費德勒在2007年辛辛那堤賽事

2007年，費德勒第三次在他的生涯摘下三座大滿貫單打錦標（澳網、溫網、美網），並且生涯第二次闖進四大滿貫決賽，在澳網進入決賽後，以5-7, 7-5, 6-0, 6-2直落三盤擊敗當屆黑馬岡薩雷斯，拿下第三座冠軍與第十座大滿貫，法網連續二年進入決賽後，以3-6, 6-4, 3-6, 4-6四盤負於納達爾，在溫網進入決賽後，以6-0, 7-65, 62-7, 6-3鏖戰五盤擊敗再度闖入決賽的納達爾而衛冕成功，拿下第五座冠軍與第十一座大滿貫，在美網進入決賽後，以6-2, 4-6, 7-5, 6-1直落三盤擊敗塞爾維亞年輕選手喬科維奇而衛冕成功，拿下第四座冠軍與第十二座大滿貫。另外，費德勒拿下5座ATP單打冠軍，2座大師賽冠軍（一座：漢堡紅土賽事、另外一座：辛辛那提硬地賽事）、一座杜拜500賽冠軍、一座巴塞爾250賽冠軍，網球大師盃進入決賽後，以6-3, 3-6, 6-1擊敗西班牙球員大衛·費雷爾，拿下第四座年終賽冠軍。

## 詳述
- 2007年1月28日，第三次摘下澳洲網球公開賽男子單打冠軍(決賽中擊敗费尔南多·冈萨雷斯，亦是首次於大滿貫賽事不失一盘夺冠)，也是其個人生涯第二次連續在三個大滿貫單打比賽中奪標。
- 3月3日，费德勒在杜拜Duty Free男子賽決賽中，以盤數2-0（比分：6-4, 6-3），擊敗俄羅斯球員尤兹尼，重奪錦標，这亦是其个人涯的第47个ATP男单冠军，与澳洲名宿罗德拉沃尔的ATP男单冠军数目持平。費德勒在2007年溫布頓網球錦標賽中發球，並且完成五連霸偉業

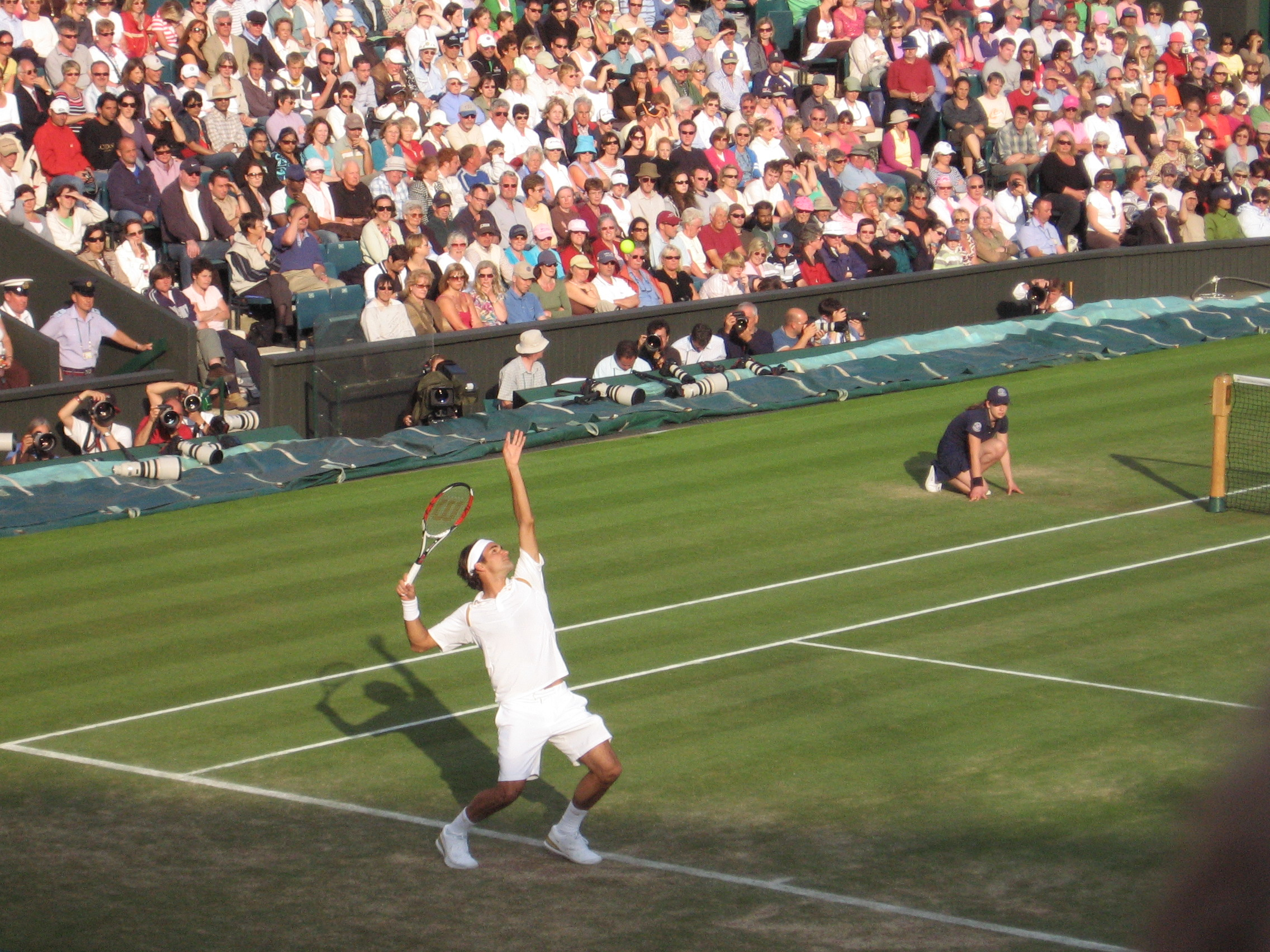
費德勒在2007年溫布頓網球錦標賽中發球，並且完成五連霸偉業

- 3月11日，费德勒在2007年印第安泉大師賽第二輪，以盤數0-2（比分：5-7, 2-6），敗於阿根廷球員卡纳斯)，宣告衛冕失敗。
- 3月28日，费德勒在邁阿密大師賽(新力愛立信網球賽)第四輪，以盤數1-2（比分：62-7、6-2、65-7）再度敗給簡拿斯，三連霸夢碎。
- 在 蒙地卡羅大師賽決賽中、费德勒亦直落兩盤4-6敗於衛冕冠軍纳达尔，不過，在漢堡大師賽決賽中、费德勒盤數2-1（比分：2-6, 6-2, 6-0）擊敗宿敵纳达尔，奪得個人第48個ATP單打錦標(亦是個人第4個漢堡大師賽單打冠軍)，打破個人近3個月冠軍荒，亦令該「泥地王」的泥地連勝紀綠終止於81場。兩人亦在法網決賽再次碰頭，結果如上屆一樣，费德勒再以盤數1-3負於宿敵纳达尔，再次飲恨。
- 7月8日，在温布尔登網球錦標賽決賽中，苦戰五盤（比分：7-67, 4-6, 7-63, 2-6, 6-2）擊敗宿敵纳达尔，實現自1980年名宿博里以來温布尔登五連冠。同時平了另一名宿碧加的ATP單打奪標數目（49冠）。
- 8月12日，在蒙特利爾大師賽決賽中，以盤數1-2（比分：62-7, 6-2 62-7）負於塞爾維亞小將德约科维奇，衛冕失敗，亦是首次負於對手。

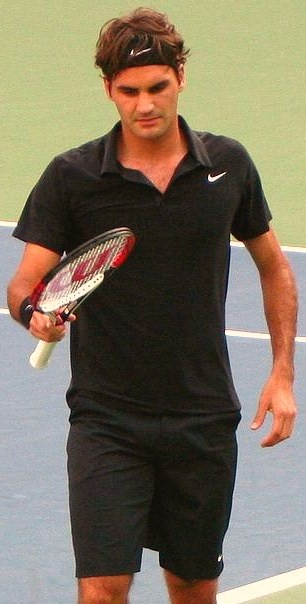
費德勒在2007年美國公開賽完成四連霸偉業

- 8月19日，在辛辛纳提大師賽決賽中，以盤數2-0（比分：6-1, 6-4）擊敗美國名將布莱克，奪得個人ATP第50個單打冠軍。
- 9月9日，在美國網球公開賽決賽中，费德勒以直落三盤（比分：7-64, 7-62, 6-4）擊敗塞爾維亞小將喬科维奇，連續第四年奪得美國網球公開賽男子單打冠軍，並報卻蒙特利尔大師賽決賽一敗之仇，亦是其個人ATP第51個單打冠軍。
- 在戴维斯杯世界組附加賽中，雖然在單打2戰全勝，但瑞士隊最終以盤數2比3不敵捷克隊，下年降級至歐非區一組。稍後舉行的馬德里大師賽中，费德勒又繼上屆後，再殺入男單決賽，結果在領先一盤的大好形勢下，反輸盤數1-2（比分：6-1, 3-6, 3-6）於宿敵纳尔班迪安拍下，衛冕失敗。
- 10月28日的巴塞爾大衛杜夫瑞士室內賽中，费德勒又繼上屆後，再殺入男單決賽，結果直落二盤（比分：6-3, 6-4）擊敗芬蘭球員涅米宁，奪得個人第52冠，並鎖定年終世界排名第一。
- 在巴黎大師賽中，费德勒又再敗於 宿敵纳尔班迪安，第二輪止步。雙方對賽紀錄8-8持平。
- 在上海大師盃紅組分組賽首場比賽中，费德勒結果在領先一盤的大好形勢下，爆冷反輸盤數1-2（比分：6-3, 61-7, 5-7）於智利名將费尔南多·冈萨雷斯，這次是费德勒首次在ATP單打賽事中負於對手，亦是首次在大師盃分組賽中落敗。之後兩場分組賽中，卻接連直落两盘擊敗俄羅斯球員达维登科和美國名將羅迪克，確保小組首名出線。在準決賽中，費德勒又以直落兩盤（比分：6-4, 6-1）擊敗剋星納達爾，晉級決賽。在決賽更直落三盤擊敗西班牙球員费雷尔，第四次奪得大師盃。年度獎金亦因為美網系列賽第一名和美網冠軍，以及超九大師賽全數出席和大師盃奪標，破紀錄地取得$10,130,620美元，成為史上首位年度獎金過千萬美元的網球員。

### 比賽

#### 大滿貫單打比賽
| 2007 | 澳網 | 1R | 勝      | 比約恩·法烏          | 7-5, 6-0, 6-4             |
| 2007 | 澳網 | 2R | 勝      | 約納斯·比約克曼      | 6-2, 6-3, 6-2             |
| 2007 | 澳網 | 3R | 勝      | 米哈伊爾·尤日尼      | 6-3, 6-3, 7-65            |
| 2007 | 澳網 | 4R | 勝      | 諾華克·祖高域        | 6-2, 7-5, 6-3             |
| 2007 | 澳網 | QF | 勝      | 托米·羅布雷多        | 6-3, 7-62, 7-5            |
| 2007 | 澳網 | SF | 勝      | 安迪·羅迪克          | 6-4, 6-0, 6-2             |
| 2007 | 澳網 | F  | 勝 (10) | 费尔南多·冈萨雷斯    | 7-62, 6-4, 6-4            |
| 2007 | 法網 | 1R | 勝      | 麥可·羅素            | 6-4, 6-2, 6-4             |
| 2007 | 法網 | 2R | 勝      | 蒂埃里·阿希奥尼      | 6-1, 6-2, 7-68            |
| 2007 | 法網 | 3R | 勝      | 波蒂托·斯塔拉切      | 6-2, 6-3, 6-0             |
| 2007 | 法網 | 4R | 勝      | 米哈伊爾·尤日尼      | 7-63, 6-4, 6-4            |
| 2007 | 法網 | QF | 勝      | 托米·羅布雷多        | 7-5, 1-6, 6-1, 6-2        |
| 2007 | 法網 | SF | 勝      | 尼古莱·达维登科      | 7-5, 7-65, 7-67           |
| 2007 | 法網 | F  | 負      | 拉斐爾·拿度          | 6-3, 4-6, 6-3, 6-4        |
| 2007 | 溫網 | 1R | 勝      | 泰穆拉茲·加巴什維利  | 6-3, 6-2, 6-4             |
| 2007 | 溫網 | 2R | 勝      | 胡安·馬丁·德爾波特羅 | 6-2, 7-5, 6-1             |
| 2007 | 溫網 | 3R | 勝      | 马拉特·萨芬          | 6-1, 6-4, 7-64            |
| 2007 | 溫網 | 4R | 勝      | 托米·哈斯            | 不戰而勝                  |
| 2007 | 溫網 | QF | 勝      | 胡安·卡洛斯·费雷罗   | 7-62, 3-6, 6-1, 6-3       |
| 2007 | 溫網 | SF | 勝      | 里夏爾·加斯奎特      | 7-5, 6-3, 6-4             |
| 2007 | 溫網 | F  | 勝 (11) | 拉斐爾·拿度          | 7-67, 4-6, 7-63, 2-6, 6-2 |
| 2007 | 美網 | 1R | 勝      | 史高維爾·赞基斯      | 6-3, 6-2, 6-4             |
| 2007 | 美網 | 2R | 勝      | 保罗·卡普狄维尔      | 6-1, 6-4, 6-4             |
| 2007 | 美網 | 3R | 勝      | 約翰·伊斯內爾        | 64-7, 6-2, 6-4, 6-2       |
| 2007 | 美網 | 4R | 勝      | 費利西亞諾·洛佩斯    | 3-6, 6-4, 6-1, 6-4        |
| 2007 | 美網 | QF | 勝      | 安迪·羅迪克          | 7-65, 7-64, 6-2           |
| 2007 | 美網 | SF | 勝      | 尼古莱·达维登科      | 7-5, 6-1, 7-5             |
| 2007 | 美網 | F  | 勝 (12) | 諾華克·祖高域        | 7-64, 7-62, 6-4           |

## 參看
- 羅傑·費德勒
- 羅傑·費德勒生涯統計
- 2007年澳大利亚网球公开赛
- 2007年温布尔登网球锦标赛
- 2007年美国网球公开赛

## 外部連結
- ATP世界巡迴賽 > 選手 > 羅傑·費德勒 > 比賽動態 > 2007